# Lạc Thụ Cương
Lạc Thụ Cương (sinh tháng 5 năm 1955) là chính khách nước Cộng hòa Nhân dân Trung Hoa. Ông từng giữ chức Bộ trưởng Bộ Văn hóa và Du lịch từ tháng 3 năm 2018. Trước đây, ông là Bộ trưởng Bộ Văn hóa và Phó Trưởng ban Thường trực Ban Tuyên truyền Trung ương.

## Sự nghiệp
Lạc Thụ Cương là người Nam Cung, tỉnh Hà Bắc. Ông tham gia công tác vào tháng 2 năm 1971 và gia nhập Đảng Cộng sản Trung Quốc (CPC) vào tháng 9 năm 1981.
Ông học khoa chủ nghĩa xã hội khoa học tại Đại học Nhân dân Trung Quốc từ tháng 10 năm 1978 đến tháng 7 năm 1982. Ông có bằng thạc sĩ từ Trường Đảng Trung ương của Đảng Cộng sản Trung Quốc.
Ông từng đảm nhiệm chức vụ Chủ nhiệm Ban Lý luận chính trị của Tạp chí Cầu Thị, Phó Tổng Thư ký kiêm Cục trưởng Cục Lý luận Ban Tuyên truyền Trung ương. Tháng 3 năm 2000, Lạc Thụ Cương được bổ nhiệm làm Phó Trưởng Ban Tuyên truyền Trung ương. Tháng 5 năm 2008, ông được bổ nhiệm giữ chức Phó Trưởng ban Thường trực Ban Tuyên truyền Trung ương kiêm Chủ nhiệm Văn phòng Ủy ban Chỉ đạo Xây dựng Văn minh tinh thần Trung ương Trung Quốc, thay thế Cát Bỉnh Hiên.
Tháng 12 năm 2014, ông được bầu làm Bộ trưởng Bộ Văn hóa. Ngày 19 tháng 3 năm 2018, Lạc Thụ Cương được bầu làm Bộ trưởng Bộ Văn hóa và Du lịch. Bộ Văn hóa và Du lịch được thành lập trên cơ sở sáp nhập Bộ Văn hóa và Cục Du lịch Quốc gia trong kế hoạch cải cách cơ cấu chính phủ của Trung Quốc.
Ông là Ủy viên Ban Chấp hành Trung ương Đảng Cộng sản Trung Quốc khóa XVIII, XIX.